# Марко Джокович
Марко Джокович (на сръбски: Марко Ђоковић или Marko Đoković) е бивш сръбски тенисист. Той е средното от трите деца на Дияна и Сърджан Джокович, по-малък брат на Новак и по-голям на Джордже Джокович.

## Кариера
Марко участва в Откритото първенство на Австралия за юноши през 2008 г., като губи в първия кръг от Клифърд Марсланд в 3 сета. Печели първата си титла за юноши на Откритото първенство на Черна гора в Подгорица, побеждавайки Любомир Челебич на финала. Джокович открива събитието ATP World Tour 500 срещу Андрей Голубьов от Казахстан, губейки в поредни сетове.